# Humococcus porterae
Humococcus porterae är en insektsart som först beskrevs av Cockerell 1901.  Humococcus porterae ingår i släktet Humococcus och familjen ullsköldlöss. Inga underarter finns listade i Catalogue of Life.